# Oktober 2001
Portal Geschichte | Portal Biografien | Aktuelle Ereignisse | Jahreskalender | Tagesartikel

◄ |
20. Jahrhundert |
21. Jahrhundert

◄ |
1970er |
1980er |
1990er |
2000er
| 2010er | 2020er | 2030er | ►

◄ |
1997 |
1998 |
1999 |
2000 |
2001
| 2002 | 2003 | 2004 | 2005 | ►

◄ |
Juli 2001 |
August 2001 |
September 2001 |
Oktober 2001 |
November 2001 |
Dezember 2001 |
Januar 2002 |
►
Dieser Artikel behandelt tagesbezogene Nachrichten und Ereignisse im Oktober 2001.

## Tagesgeschehen

### Montag, 1. Oktober 2001

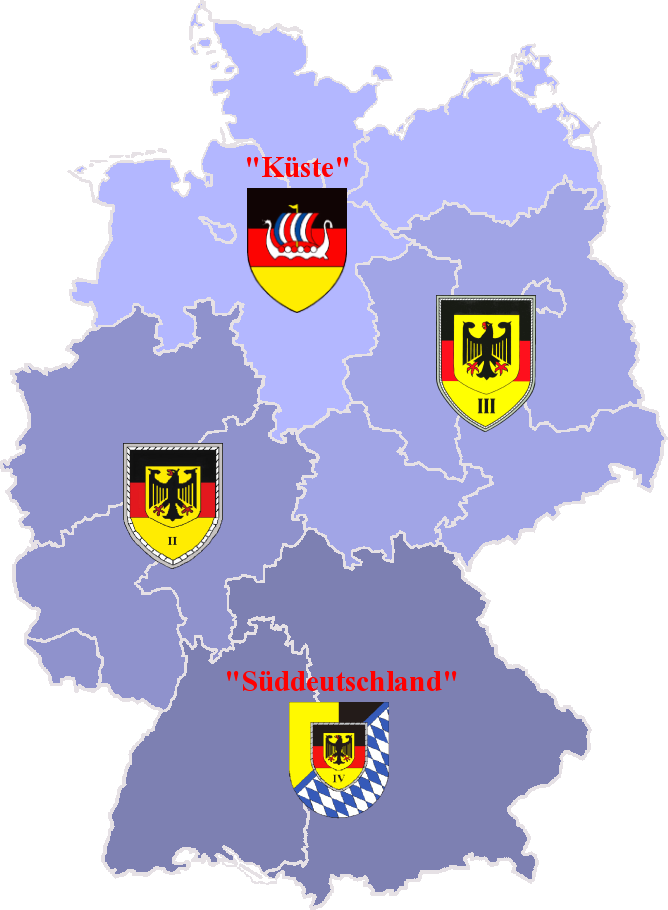
Die vier Wehrbereiche

- Dhaka/Bangladesch: Die oppositionelle Nationalistische Partei mit ihrer Spitzenkandidatin Khaleda Zia gewinnt die Parlamentswahl.
- Erfurt, Kiel, Mainz, München/Deutschland: Mit der Einführung von vier Wehrbereichskommandos wandelt sich im Zuge der Neuordnung der Bundeswehr die Landesverteidigung von der territorialen Sicherung durch ein Feldheer zu einer gebündelten Verteidigung durch Heer, Luftwaffe und Marine.[1]

### Dienstag, 2. Oktober 2001

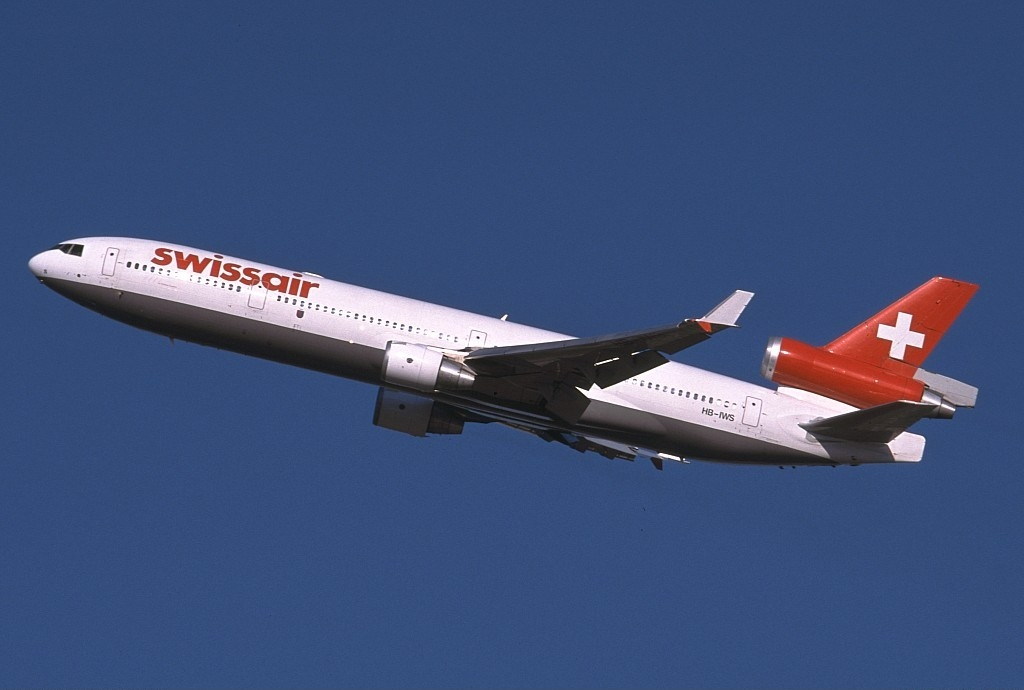
Schwerste Krise seit der Gründung 1931: Swissair

- Zürich/Schweiz: Die Fluggesellschaft Swissair stellt aufgrund von Liquiditätsschwierigkeiten ihren gesamten Flugbetrieb auf nicht absehbare Zeit ein.[2]

### Mittwoch, 3. Oktober 2001

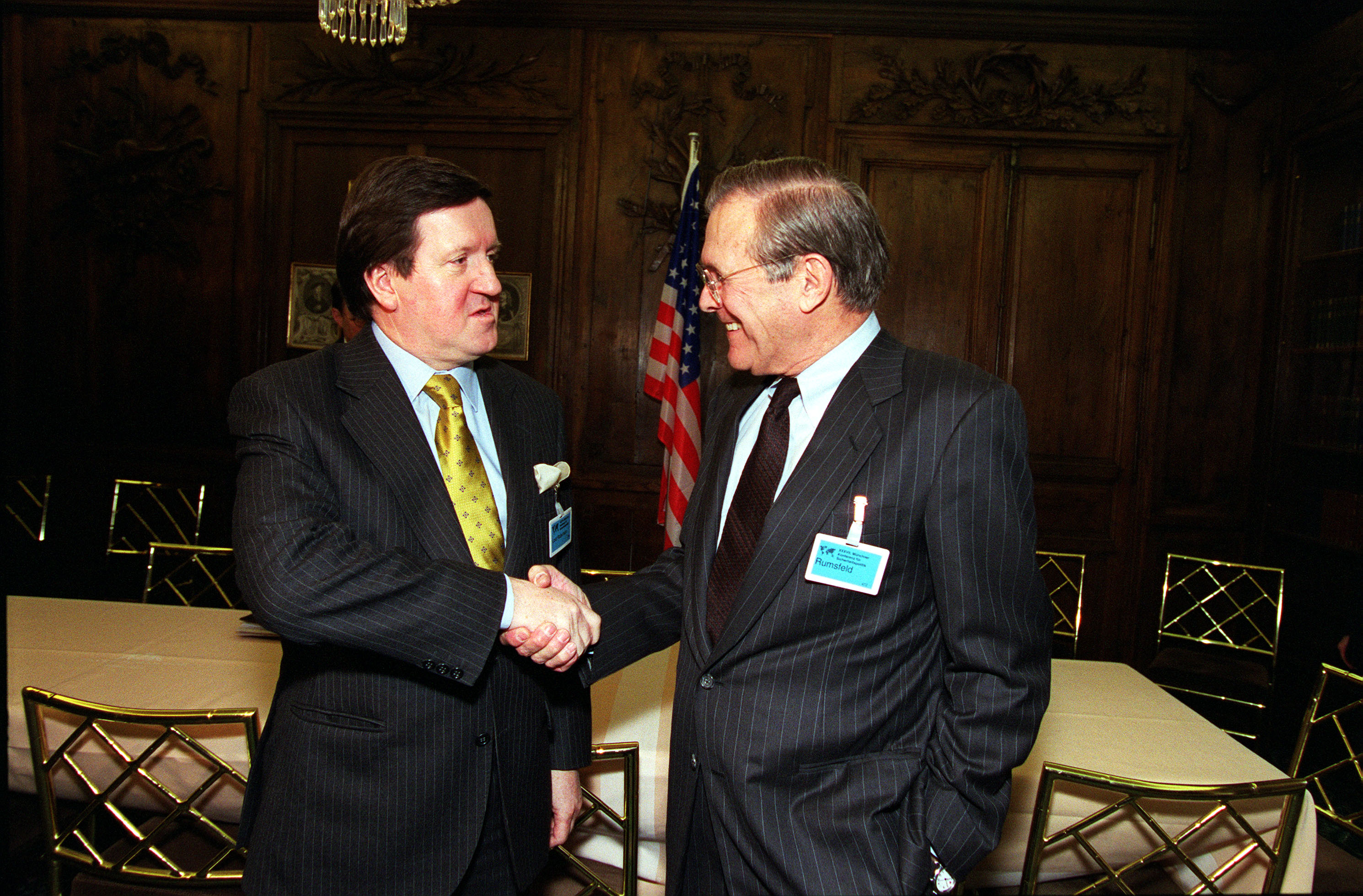
Robertson, Rumsfeld

- Brüssel/Belgien, Doha/Katar, Riad/Saudi-Arabien: Der Präsident Russlands Wladimir Putin besucht das Militärbündnis NATO und teilt dem Generalsekretär George Robertson sein Verständnis dafür mit, dass die NATO auf Wunsch der Vereinigten Staaten ihre Mitglieder nach den Terroranschlägen am 11. September um Bündnis-Beistand für die USA bitten werde. Ebenfalls heute bereisen US-Außenminister Colin Powell und US-Verteidigungsminister Donald Rumsfeld den Nahen Osten.[3][4]
- Manchester/Vereinigte Staaten: Ein Messerattentat auf den Busfahrer eines Busses der Greyhound Lines verursacht einen Unfall des Busses, bei dem sieben Personen ums Leben kommen. Im Kontext der Terroranschläge am 11. September wird zunächst ein Terrorangriff vermutet, jedoch später dementiert.[5]

### Donnerstag, 4. Oktober 2001

Die NATO ruft den Bündnisfall aus

- Brüssel/Belgien: Der Nordatlantikrat des Militärbündnisses NATO folgt dem Antrag der Vereinigten Staaten und ruft wegen der Terroranschläge am 11. September den Bündnisfall nach Artikel 5 des Nordatlantikvertrags aus. Alle Bündnismitglieder sind verpflichtet, dem Land beizustehen, das auf eigenem Territorium militärisch angegriffen wurde. Die Bündnisparteien sind zur Anwendung von Waffengewalt angehalten, wenn dies der „Sicherheit des nordatlantischen Gebiets“ dient, so die Formulierung im Vertrag. Es ist der erste Bündnisfall in der Geschichte der NATO.[6][7]

### Freitag, 5. Oktober 2001
- Köln/Deutschland: In einem Urteil zu Internetseiten entscheidet das Landgericht, dass der Inhaber in jedem Fall für den Webinhalt haftet, den Drittpersonen auf seiner Website veröffentlichen. Im konkreten Fall publizierte ein Mitglied einer Online-Community ehrverletzende Fotomontagen der Tennisspielerin Steffi Graf.[8]

### Samstag, 6. Oktober 2001
- Kailua-Kona/Vereinigte Staaten: Natascha Badmann aus der Schweiz gewinnt zum zweiten Mal in Folge und zum dritten Mal in ihrer Karriere die Konkurrenz der Damen beim Triathlon-Wettbewerb Ironman Hawaii. Bei den Herren absolviert der Amerikaner Tim DeBoom die Strecke am schnellsten.[9][10]

### Sonntag, 7. Oktober 2001

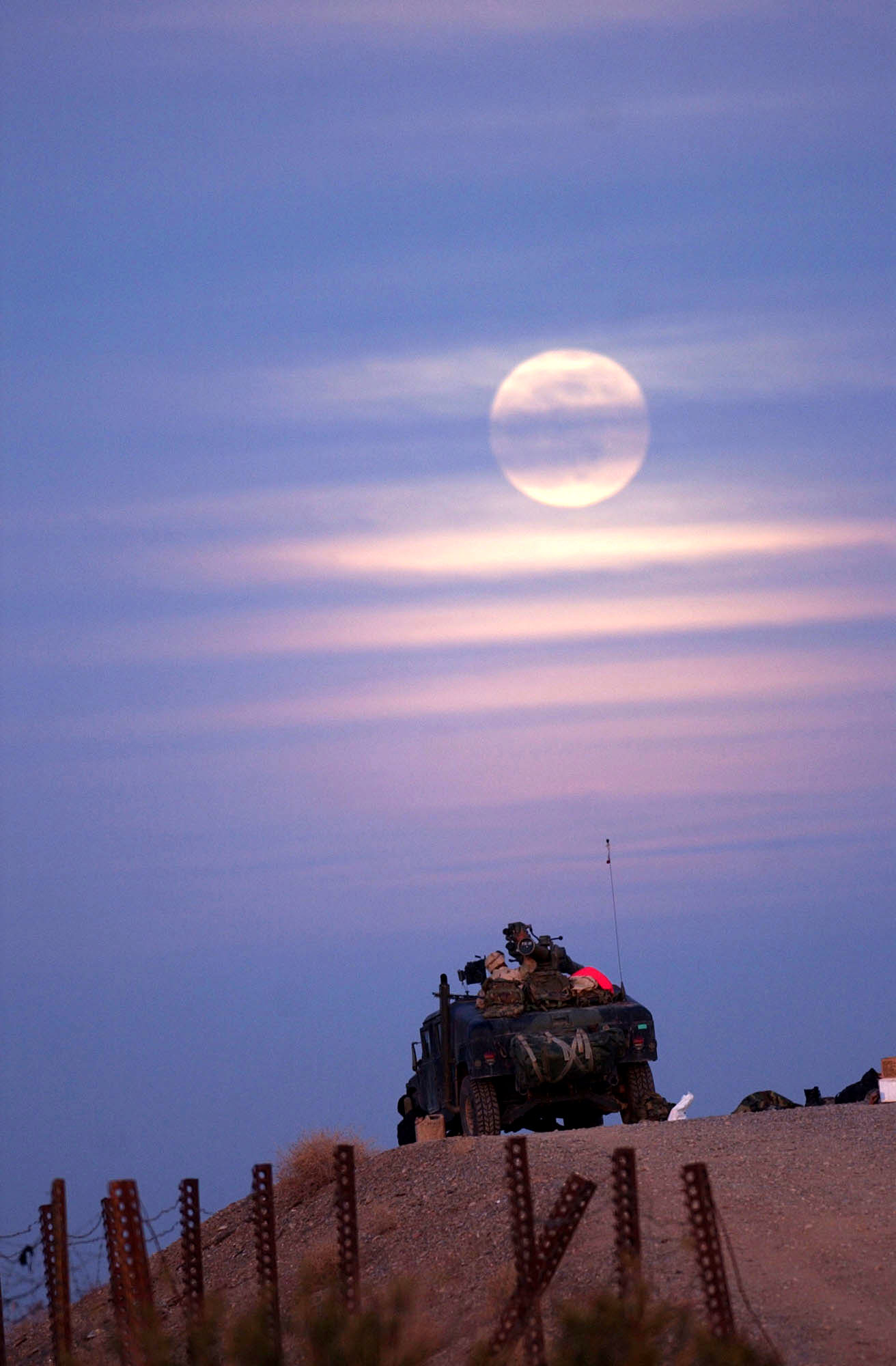
Beginn der Operation Enduring Freedom

- Chicago/Vereinigte Staaten: Der vor einer Woche aufgestellte Weltrekord im Damen-Marathon wird beim Chicago-Marathon erneut gebrochen, als die Kenianerin Catherine Ndereba das Ziel nach 2 Stunden 18 Minuten 47 Sekunden erreicht und damit fast eine Minute schneller ist als die bisherige Weltrekordhalterin Naoko Takahashi.[11]
- Washington, D.C./Vereinigte Staaten: US-Präsident George W. Bush bezeichnet den Einmarsch der westlichen Truppen in Afghanistan und damit den Beginn der Operation Enduring Freedom als Reaktion auf die Anschläge vom 11. September: „Jetzt werden die Taliban den Preis zahlen.“[12]

### Montag, 8. Oktober 2001
- Peschiera Borromeo/Italien: Bei Nebel kollidiert auf der Startbahn des Flughafens Mailand-Linate ein Flugzeug des Typs McDonnell Douglas DC-9-87 der Fluggesellschaft Scandinavian Airlines System auf dem Weg zum Flughafen von Kopenhagen mit einem Flugzeug des Typs Cessna CitationJet. Dabei kommen 114 Menschen ums Leben.[13]
- Stockholm/Schweden: Den Nobelpreis für Physiologie oder Medizin werden in diesem Jahr der Amerikaner Leland H. Hartwell sowie die Briten Tim Hunt und Paul Nurse für ihre Erforschung des Zellkreislaufs erhalten.[14]

### Dienstag, 9. Oktober 2001
- New York, Washington, D.C./Vereinigte Staaten: Die Zustimmung der potentiellen Wähler für den amtierenden US-Präsidenten  erreicht in den Befragungen der TV-Sendung ABC News und der Zeitung The Washington Post den höchsten jemals für einen Präsidenten gemessenen Wert. Dieser liegt bei 92 % Zustimmung für George W. Bush.[15]
- Stockholm/Schweden: Der Nobelpreis für Physik wird in diesem Jahr an die Amerikaner Eric Allin Cornell und Carl Edwin Wieman sowie den Deutschen Wolfgang Ketterle für ihre Verdienste um das Bose-Einstein-Kondensat verliehen.[16]

### Mittwoch, 10. Oktober 2001
- Stockholm/Schweden: Die Amerikaner William S. Knowles und Barry Sharpless sowie der Japaner Ryōji Noyori werden in diesem Jahr den Nobelpreis für Chemie erhalten. Die Stiftung ehrt ihre Arbeit in der Erforschung der Katalyse unter Verwendung von Wasser- und Sauerstoff. Die Amerikaner George A. Akerlof, A. Michael Spence und Joseph E. Stiglitz werden „für ihre Analyse von Märkten mit asymmetrischer Information“ in diesem Jahr den Alfred-Nobel-Gedächtnispreis für Wirtschaftswissenschaften erhalten.[17][18]

### Donnerstag, 11. Oktober 2001

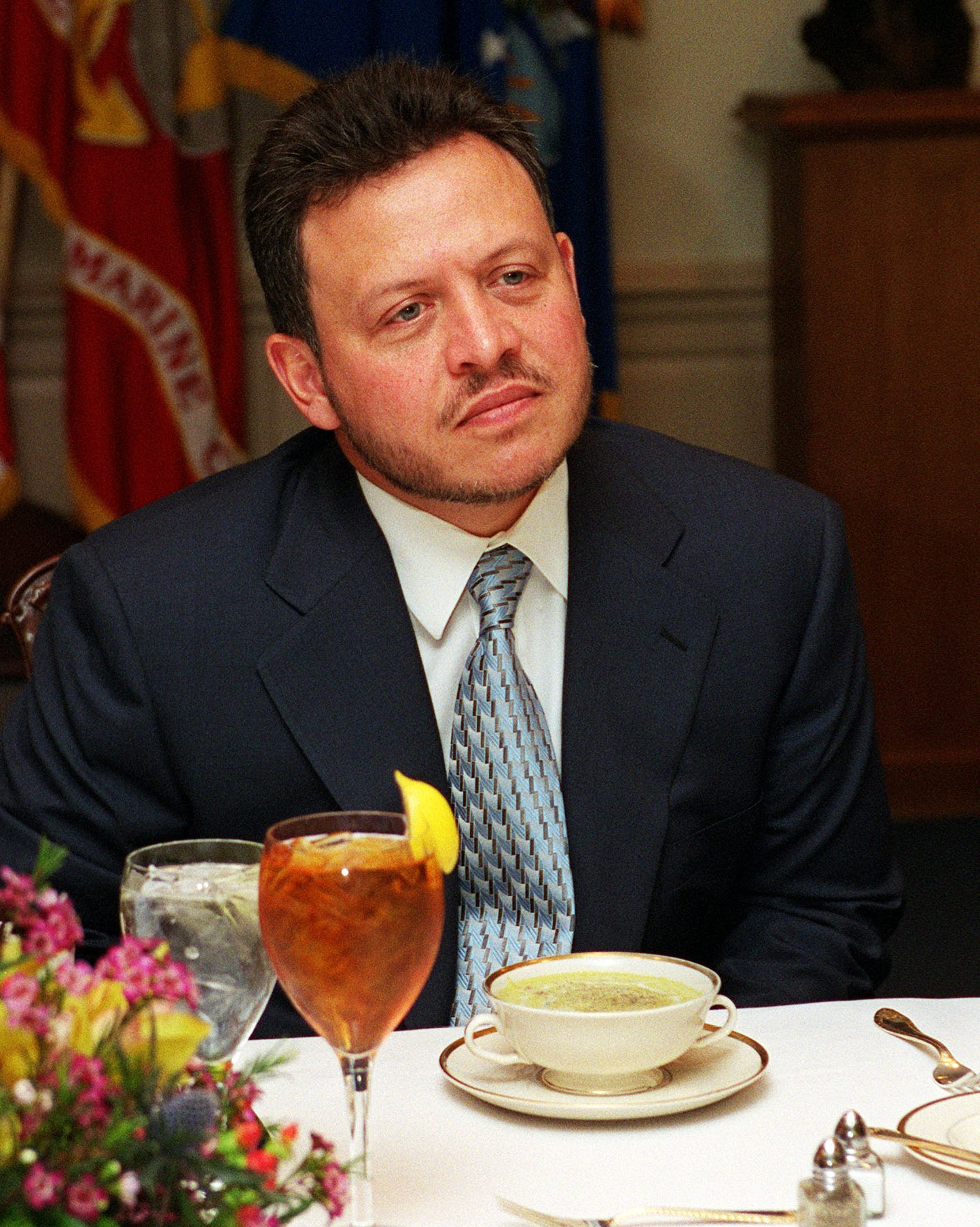
Abdullah II.

- Berlin/Deutschland: König Abdullah II. von Jordanien besucht die Bundesrepublik. Er ist in den Augen der deutschen Regierung der größte Stabilitätsfaktor im Nahen Osten.[19]
- Stockholm/Schweden: Der 1932 auf Trinidad und Tobago geborene Brite V. S. Naipaul erhält in diesem Jahr den Nobelpreis für Literatur. Eines seiner bekanntesten Werke ist Der mystische Masseur.[20]

### Freitag, 12. Oktober 2001
- Oslo/Norwegen: Die zwischenstaatliche Organisation Vereinte Nationen und ihr Generalsekretär Kofi Annan werden jeweils zur Hälfte den diesjährigen Friedensnobelpreis erhalten. Das Komitee will sie für ihre Vermittlerrolle in internationalen Konflikten auszeichnen.[21]

### Samstag, 13. Oktober 2001
- Nürnberg/Deutschland: Die Delegierten des Parteitags der CSU votieren bei der Abstimmung über den Parteivorsitz zu mehr als 96 % für den Bayerischen Ministerpräsidenten und Amtsinhaber Edmund Stoiber.[22]

### Sonntag, 14. Oktober 2001
- Frankfurt am Main/Deutschland: Der Verfasser der moralphilosophischen Textsammlung Der philosophische Diskurs der Moderne Jürgen Habermas aus Deutschland erhält den Friedenspreis des Deutschen Buchhandels.[23]

### Montag, 15. Oktober 2001
- Seoul/Südkorea: In einem Park der südkoreanischen Hauptstadt bittet Japans Regierungschef Jun’ichirō Koizumi mit einer Kranzniederlegung  um Entschuldigung für die von seinem Volk verübten Gräuel während der Japanischen Herrschaft über Korea zwischen 1910 und 1945.[24]

### Freitag, 19. Oktober 2001
- Oslo/Norwegen: König Harald V. ernennt Kjell Magne Bondevik von der Christlichen Volkspartei zum neuen Ministerpräsidenten.[25]

### Sonntag, 21. Oktober 2001
- Berlin/Deutschland: Die Wahlberechtigten versetzen bei der vorgezogenen Wahl zum Abgeordnetenhaus den seit Juni übergangsmäßig regierenden Bürgermeister Klaus Wowereit (SPD) endgültig in sein Amt. Während die CDU 17 % gegenüber 1999 verliert, wird die SPD erstmals seit 1971 stärkste Kraft.[26]
- Shanghai/China: Auf dem dreizehnten Gipfel der Asiatisch-Pazifischen Wirtschaftsgemeinschaft APEC wird erstmals eine Erklärung zur Terrorismusabwehr abgegeben. Das Fernziel der Mitglieder ist seit 1989 eine Freihandelszone, doch elementare Schritte dahin werden auf dem Gipfel nicht vollzogen.[27]

### Dienstag, 23. Oktober 2001
- Den Haag/Niederlande: Im Berufungsverfahren des Urteils vom 14. Januar 2000 spricht der Internationale Strafgerichtshof für das ehemalige Jugoslawien drei der fünf wegen des Massakers von Ahmići Verurteilten wieder frei und mindert die Strafen der beiden anderen auf 12 beziehungsweise 18 Jahre.[28]

### Mittwoch, 24. Oktober 2001
- Airolo/Schweiz: Nach der seitlichen Kollision zweier Lkw, wobei einer der Fahrzeuglenker alkoholisiert ist, kommt es im Gotthard-Strassentunnel zu einer Brandkatastrophe, bei der elf Menschen sterben.[29]

### Freitag, 26. Oktober 2001
- Washington, D.C./Vereinigte Staaten: US-Präsident George W. Bush verleiht dem Gesetz zur Einigung und Stärkung Amerikas durch Bereitstellung geeigneter Instrumente, um Terrorismus aufzuhalten und zu blockieren (kurz USA Patriot Act), mit seiner Unterschrift Gesetzeskraft. Das Gesetz weitet die Befugnisse der nationalen Nachrichtendienste und sonstiger gegen Terroristen ermittelnder Behörden aus.[30]

### Samstag, 27. Oktober 2001
- Darmstadt/Deutschland: Die Deutsche Akademie für Sprache und Dichtung verleiht den Georg-Büchner-Preis an die Österreicherin Friederike Mayröcker.[31]

### Montag, 29. Oktober 2001
- Luxemburg/Luxemburg: Das Stabilisierungs- und Assoziierungsabkommen zwischen Kroatien sowie den Europäischen Gemeinschaften und deren Mitgliedstaaten wird unterzeichnet.[32]

### Mittwoch, 31. Oktober 2001
- Hamburg/Deutschland: Die Hamburgische Bürgerschaft wählt Ole von Beust (CDU) zum Ersten Bürgermeister.[33]